# Jonathon Lillis
Jonathon (Jon) Lillis (Rochester (New York), 20 augustus 1994) is een Amerikaanse freestyleskiër. Hij vertegenwoordigde zijn vaderland op de Olympische Winterspelen 2018 in Pyeongchang. Hij is de broer van freestyleskiërs Christopher Lillis en de in 2017 overleden Michael Lillis.

## Carrière
Lillis maakte zijn wereldbekerdebuut op 16 januari 2011 in Mont Gabriel, vijf dagen later scoorde de Amerikaan in Lake Placid zijn eerste wereldbekerpunten. In januari 2012 behaalde hij in Mont Gabriel zijn eerste toptienklassering in een wereldbekerwedstrijd. Tijdens de wereldkampioenschappen freestyleskiën 2013 in Voss eindigde Lillis als 24e op het onderdeel aerials.
Op de wereldkampioenschappen freestyleskiën 2015 in Kreischberg eindigde de Amerikaan als zevende op het onderdeel aerials. In februari 2016 stond hij in Moskou voor de eerste maal in zijn carrière op het podium van een wereldbekerwedstrijd. In de Spaanse Sierra Nevada nam Lillis deel aan de wereldkampioenschappen freestyleskiën 2017. Op dit toernooi werd hij wereldkampioen op het onderdeel aerials. Tijdens de Olympische Winterspelen van 2018 in Pyeongchang eindigde de Amerikaan als achtste op het onderdeel aerials.
Op de wereldkampioenschappen freestyleskiën 2019 in Park City eindigde hij als veertiende op het onderdeel aerials, in de landenwedstrijd aerials eindigde hij samen met broer Christopher en Ashley Caldwell op de zesde plaats.

## Resultaten

### Olympische Winterspelen
| Jaar | Plaats      | Resultaten |
| ---- | ----------- | ---------- |
| 2018 | Pyeongchang | 8e Aerials |

### Wereldkampioenschappen
| Jaar | Plaats        | Resultaten                  |
| ---- | ------------- | --------------------------- |
| 2013 | Voss          | 24e Aerials                 |
| 2015 | Kreischberg   | 7e Aerials                  |
| 2017 | Sierra Nevada | Aerials                     |
| 2019 | Park City     | 14e Aerials 6e Aerials team |

### Wereldbeker
Eindklasseringen
| Seizoen   | Algm | AE  |
| --------- | ---- | --- |
| 2010/2011 | 196e | 41e |
| 2011/2012 | 95e  | 25e |
| 2012/2013 | 69e  | 17e |
| 2013/2014 | 62e  | 16e |
| 2014/2015 | 32e  | 10e |
| 2015/2016 | 27e  | 7e  |
| 2016/2017 | 36e  | 8e  |
| 2017/2018 | 48e  | 10e |
| 2018/2019 | 57e  | 12e |
| 2019/2020 | 59e  | 14e |